# Love Hurts
Cher Love Hurts című albuma volt 21. a kiadott lemezei sorában. Az albumot 1991. június 11-én bocsátotta ki a Geffen Records. A RIIA által többszörösen aranylemezzé nyilvánított albumból világszerte 17 millió példány kelt el.

## Album információ
Cher Love Hurts albuma volt a harmadik és egyben utolsó melyet a Geffen Records által bocsátott ki, az albumot 1991. június 11-én bocsátották ki világszerte. Az albumot Bob Rock stílusa jellemzi, de az albumon dolgozott még John Kalodner, Diane Warren és Desmond Child. Az albumot 1990. végén és 1991. elején vették fel. Cher, állítása szerint azoknak szentelte az albumot, akik "elérték, hogy könnyet hullassak értük."[forrás?]
Az album négy fedőszámot tartalmaz: a világszerte híres betétdalt, a The Shoop Shoop Song-ot, Marry Clayton által felvett Kiss dalt, a World Without You Heroes-t, Bonnie Tyler által keletkezett Save Up All Your Tears-t és az eredetileg Everly Brothers számot, a Love Hurts-ot.

## Dallista
| #  | Cím                                     | Hossz |
| -- | --------------------------------------- | ----- |
| 1. | The Shoop Shoop Song (It's in His Kiss) |       |
| 2. | Love And Understanding                  |       |
| 3. | Save Up All Your Tears                  |       |
| 4. | Could've Been You                       |       |
| 5. | When Lovers Become Strangers            |       |
| 6. | Love Hurts                              |       |